# Znob-Nowhorodśke
Znob-Nowhorodśke (ukr. Зноб-Новгородське) – osiedle typu miejskiego na Ukrainie, w obwodzie sumskim, w rejonie szostkińskim. W 2001 liczyło 2178 mieszkańców, spośród których 677 posługiwało się językiem ukraińskim, 1500 rosyjskim, a 1 innym.